# Kościół św. Michała Archanioła w Raciborowicach Górnych
Kościół św. Michała Archanioła w Raciborowicach Górnych – rzymskokatolicki kościół parafialny w Raciborowicach Górnych, gmina Warta Bolesławiecka.

## Historia
Kościół wzniesiony najprawdopodobniej w 1 poł. XIII wieku, wzmiankowany po raz pierwszy w 1399 roku. Przebudowany na późnogotycki w II połowie XVI wieku, z wymianą drewnianego stropu na sklepienie krzyżowo-żebrowe w układzie dwunawowym z dwoma kwadratowymi filarami oraz na sklepienie gwiaździste w prezbiterium. W 1551 kościół został przejęty przez ewangelików. W 1577 dobudowano wieżę od zachodu i zakrystie od północy. W dniu 17.04.1654 decyzją cesarskiej komisji remocyjnej zostaje zwrócony katolikom kościół, plebania i szkoła. W pierwszej połowie XVIII wieku przebudowano wnętrze kościoła w stylu barokowym. W 2003 dokonano kradzieży obrazu św. Jana Nepomucena oraz barokowych figur św. Jana Ewangelisty, św. Katarzyny, św. Cecylii i rzeźb dwóch aniołków z ołtarza głównego, odzyskano jedynie obraz św. Jana Nepomucena.

## Architektura
Kościół jest  romański, orientowany, halowy z wydzielonym prezbiterium zamkniętym półkolistą absydą i u podstawy kwadratową, wyżej ośmioboczną czterokondygnacyjną wieżą z przyporami od zachodu. Półkoliste, rozglifione okna w absydzie. Nad nawą znajduje się sklepienie krzyżowe, oparte na ścianach zewnętrznych i dwóch słupach wewnątrz nawy poprzez łuki tęczowe wzmacniające sklepienie, natomiast nad prezbiterium sklepienie kryształowe, nad zakrystią sklepienie klasztorne oraz w wieży sklepienie kolebkowe nad przedsionkiem oraz nad drugą kondygnacją. Konstrukcja dwuspadowego dachu jest drewniana – wieszarowa, dwukondygnacyjna nad nawą, nad prezbiterium wieszarowa z mnichem w osi absydy. Biforium z rozetą w hali. Między drugą a trzecią przyporą zlokalizowany jest zamurowany portal uskokowy w stylu romańskim, będąca średniowiecznymi „Wrotami Umarłych”, którymi wyprowadzano zmarłych po mszy żałobnej na cmentarz.

## Wyposażenie kościoła
Wyposażenie wnętrza głównie barokowe:
- kamienna ambona  z piaskowca z płaskorzeźbami apostołów i Chrystusa Zbawiciela Świata (ok. 1578)
- umieszczone pod amboną resztki epitafium Brendanusa von Ziedlitz, starosty świdnicko-jaworskiego (1602)
- kamienna chrzcielnica (1578)
- drewniany ozdobiony polichromiami barokowy ołtarz główny (I poł. XVIII w.)
- drewniane ozdobione polichromiami barokowe ołtarze boczne (I poł. XVIII w.)
- drewniane tabernakulum w ołtarzu głównym (I poł. XVIII w.)
- prospekt organowy ozdobiony polichromiami przedstawiającymi drogę krzyżową (I poł. XVIII w.)
- obraz św. Jana Nepomucena w ołtarzu głównym (pocz. XVIII w.)
- obraz św. Michała na bocznej ścianie prezbiterium
- obraz św. Jadwigi na bocznej ścianie prezbiterium
- obraz Ustanowienia Najświętszego Sakramentu
- drewniana barokowa figura św. jana Chrzciciela (I poł. XVIII w.)
- kamienna barokowa figura św. Antoniego (I poł. XVIII w.)
- kamienna barokowa figura św. Jana Nepomucena (I poł. XVIII w.)
- pozłacana srebrna monstrancja (I poł. XVIII w.)
- barokowy relikwiarz wykonany w drewnie, szkle i obity tkaniną
- srebrna barokowa kustodia (1716)
- mosiężny barokowy kociołek do wody święconej
- dwa drewniane świeczniki paschalne (I poł. XVIII w.)
- cztery posrebrzane lichtarze (1839)

## Epitafia

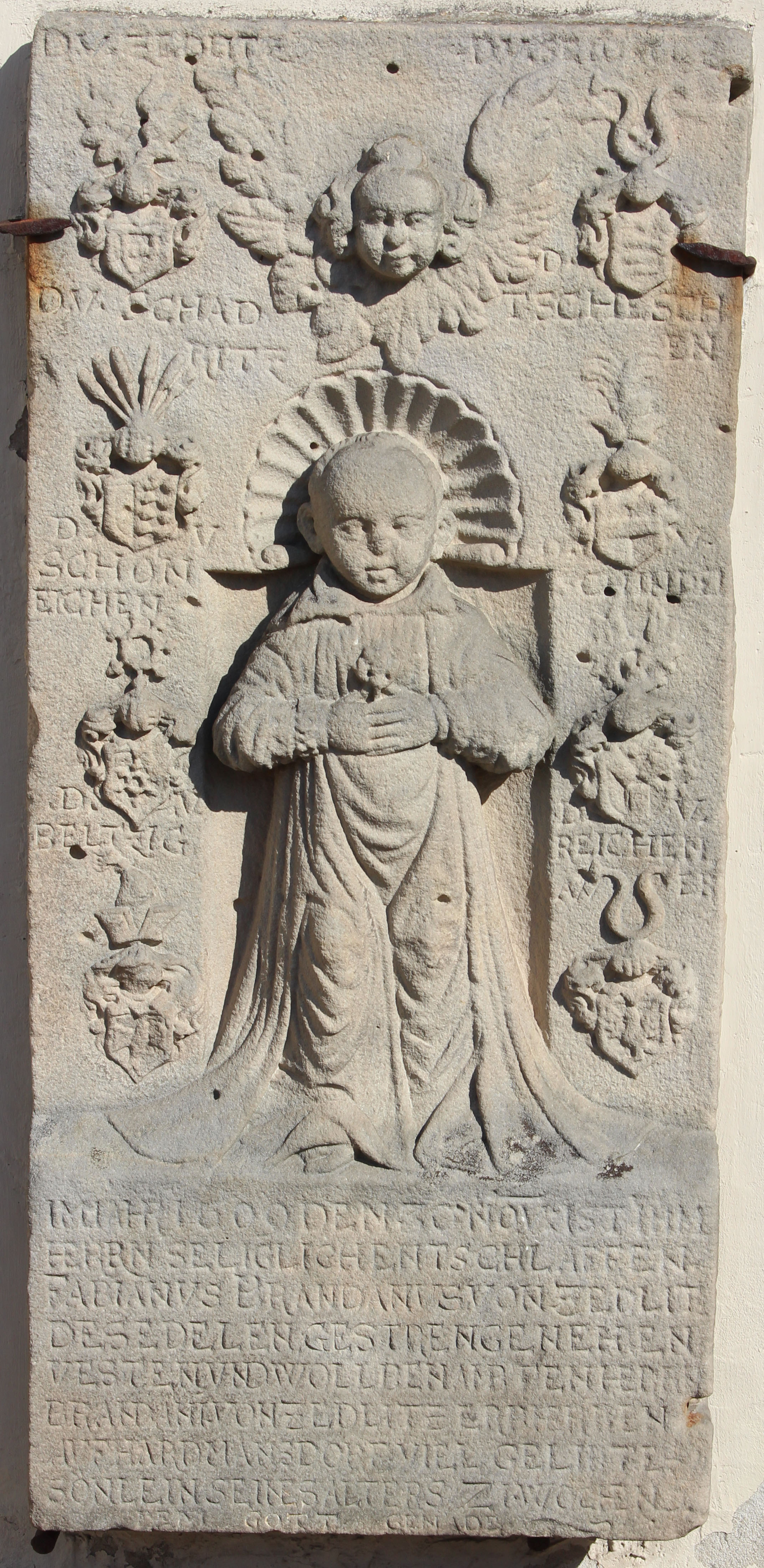
płyta nagrobna Fabiana Brendana von Ziedlitz

W mury kościoła wmurowanych jest 9 epitafiów i płyt nagrobnych:
- renesansowe epitafium czwartego pastora Jana Kölberga (1591)
- płyta nagrobna Fabiana Brendana von Ziedlitz (1609)
- epitafium nieznanego z nazwiska dziedzica (1648)
- epitafium Magdalene Geisler z domu von Schkoppin z linii Krebsberg (1649)
- epitafium nieznanego z nazwiska dziedzica lub członka jego rodziny (1668)
- klasycystyczna płyta nagrobna proboszcza Josepha Haasa (1829)
- barokowa płyta epitafijna pastora Christiana Friedricha Heisse (1787)
- epitafium Elisy von Ziedlitz (1540)

## Dzwony kościelne
Na wieży kościelnej na poziomie 21,61 m, znajdują się dwa dzwony:
- dzwon pod wezwaniem św. Michała z napisem ST. MICHAEL SIE DES DEUTSCHEN SCHUTZ UND SCHIRM, plakietką z wizerunkiem św. Jerzego walczącego ze smokiem z częściowo zatartym napisem … LETZTEN oraz ze znakiem odlewni w postaci dzwonu oraz podpisem mistrza ludwisarskiego HEINRICH CZUDNOCHOWSKY BRESLAU X
- dzwon bez wezwania z plakietką z napisem F. SCHILLING HOCHFELD APOLDA 1903 oraz znakiem odlewni w postaci kotwicy

## Relikwie
W kościele znajdują się relikwie św. Faustyny Kowalskiej oraz kamień z groty św. Michała Archanioła.